# Konsola (mebel)

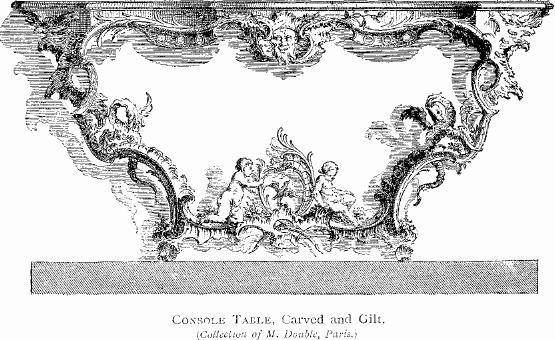
Rzeźbiona konsola rokokowa

Konsola (fr. console) – charakterystyczny dla epoki baroku i rokoka mały stolik przyścienny, umieszczany zazwyczaj pod lustrem, pomiędzy oknami. Stawiano na nim np. zegar, wazon, porcelanowe figurki lub rzeźby.
Termin ten został zapożyczony, ze względu na podobieństwo kształtu i miejsca umieszczania stolików (przyścienne), z elementu architektonicznego również zwanego konsolą.
Pojawił się za panowania Ludwika XV w XVIII wieku i rozpowszechnił się w XIX wieku. Konsole miały charakterystyczne bardzo płytkie, półkoliste, drewniane lub marmurowe blaty. Wsparte były na jednej lub dwóch bogato rzeźbionych nogach, często złoconych. Współczesne konsolki spełniają podobną rolę.